# Dolly Dearest
Dolly Dearest (Brasil: Boneca Assassina / Portugal: A Boneca Diabólica) é um filme de terror (gênero) americano lançado em 1991 dirigido por Maria Lease.

## Sinopse
Um arqueólogo liberta um espírito maligno, ao violar um monumento sagrado no México. O espírito mau se esconde numa linda boneca, que vai parar nas mãos de uma menina, filha desse mesmo arqueólogo. Violentas mortes começam a ocorrer na família da dona da boneca. Quem passa pela frente da boneca enfeitiçada terá de estar preparado para enfrentar a sua irá.

## Elenco
| Ator / Atriz       | Personagem            | Descrição e notas do personagem                                                              |
| ------------------ | --------------------- | -------------------------------------------------------------------------------------------- |
| Denise Crosby      | Marilyn Wade          | Esposa de Eliot e mãe Jessica e Jimmy. Ela é a Protagonista.                                 |
| Sam Bottoms        | Eliot Wade            | O marido de Marilyn, e pai de Jimmy e Jessica, é o fabricante da fábrica de "Dolly Dearest". |
| Rip Torn           | Karl Resnick          | Um arqueólogo que está tentando encontrar os restos mortais da alma que entrou em Dolly.     |
| Lupe Ontiveroscomo | Camilla               | A governanta. Mais tarde, ela é morta por Dolly.                                             |
| Candace Hutson     | Jessica "Jessie" Wade | Garota atormentada por Dolly. Ela é filha de Eliot e Marilyn e irmã mais nova de Jimmy.      |
| Chris Demetral     | Jimmy Wade            | Irmão mais velho de Jessica.                                                                 |
| Ed Gale            | Dolly (voz)           | Boneca do mal que visa controlar Jessica e matar a todos. Serve como antagonista do filme.   |

## Recepção
A recepção crítica para Dolly Dearest foi principalmente negativa,  com DVD Verdict escrevendo que "além de alguns momentos divertidos, não há muito aqui para separá-lo de que eu um clone do filme Child's Play".  Variety elogiou o desempenho de Hutson, mas criticou o "diálogo clamoroso" do filme. DVD Talk panned falou "no boneco assassino" subgênero de filmes de terror estúpido, Dolly Dearest pode muito bem ser o mais imbecil".  O Austin Chronicle também deu uma crítica ao filme, dando a Dolly Dearest 2 de 5 estrelas.